# Alize Johnson
Alize DeShawn Johnson (nascido em 22 de abril de 1996) é um jogador de basquete profissional do New Orleans Pelicans da National Basketball Association (NBA).
Ele jogou basquete universitário em Universidade Estadual de Missouri da Missouri Valley Conference e foi selecionado pelos Pacers com a 50ª escolha geral no Draft da NBA de 2018.

## Primeiros anos
Johnson nasceu em Williamsport, Pensilvânia, filho de David Hill e Chanelle Johnson. Ele tem três irmãos David, Davion, Nasza e quatro irmãs Davesha, Destiny, Davida e Alana.
Apesar de liderar sua escola, a Academia Regional de St. John Neumann, a um recorde de 30-1, com média de 24,1 pontos, 15,0 rebotes e 6,3 assistências por jogo, Johnson não teve nenhuma oferta da Divisão I da NCAA após seu último ano, com apenas um pouco de interesse de St. Peters e St. Francis. 

## Carreira na faculdade
Por causa da falta de ofertas da Divisão I, ele frequentou a Frank Phillips College nos seus primeiros anos. Ele então se transferiu para a Universidade Estadual de Missouri para terminar sua carreira atlética e acadêmica. 

### Primeiro ano
Em 11 de novembro de 2016, Johnson registrou 20 pontos e 10 rebotes em uma vitória por 91-65 sobre Jacksonville, e em 14 de dezembro de 2016, ele registrou 20 pontos e 16 rebotes em uma vitória sobre Oral Roberts. Mais tarde naquele mês, em 30 de dezembro, Johnson registrou 30 pontos e 14 rebotes na vitória por 81–75 sobre Indiana.
Ele terminou a temporada de 2016–17 com 17 duplos- duplos marcando 20 ou mais pontos em nove jogos e conquistando mais de 10 rebotes em 22 jogos, incluindo uma sequencia em janeiro de dez jogos seguidos de 10 ou mais rebotes. Johnson também teve 20 ou mais rebotes duas vezes e um jogo de trinta pontos, incluindo um esforço de 21 rebotes em fevereiro. Ele foi nomeado para a equipe do Torneio da MVC.
Em 21 de abril de 2017, Johnson se declarou para o Draft da NBA de 2017; no entanto, Johnson não contratou um agente o que lhe permitiu retornar para a universidade. Em 15 de maio de 2017, Johnson foi convidado para um treino privado com o Boston Celtics. Antes do draft, Johnson retirou seu nome e retornou à MSU para o seu último ano.

### Segundo ano
Antes da temporada de 2017-18, Johnson foi convidado para o campo de basquete da Adidas Nations com Michael Porter Jr. Johnson foi nomeado o MVP no campo e, assim, melhorou seu estoque de ações e várias equipes da NBA tomaram conhecimento.  
Nessa temporada, ele teve médias de 15.0 pontos, 1.6 rebotes e 2.8 assistências, números melhores que o da temporada passada.
As simulações de draft colocaram Johnson sendo selecionado no meio da primeira rodada e outros no início da segunda rodada. 

## Carreira profissional

### Indiana Pacers (2018–2020)
Em 21 de junho de 2018, Johnson foi selecionado pelo Indiana Pacers com a 50ª escolha geral no Draft da NBA de 2018.
Em 6 de julho de 2018, Johnson fez sua estréia pelos Pacers na Summer League de 2018 em Las Vegas. Ele jogou em 4 jogos durante o torneio e teve médias de 12,4 pontos, 8,6 rebotes e 1,6 assistências em 23 minutos. 
Em 17 de julho de 2018, Johnson assinou um contrato totalmente garantido com os Pacers, embora os termos não tenham sido divulgados.
Em 19 de outubro de 2018, Johnson fez sua estréia na NBA contra o Milwaukee Bucks e marcou 2 pontos em quatro minutos de jogo em uma derrota por 118-101. Johnson permaneceu com o time jogando em mais dois jogos antes de ser transferido para o Fort Wayne Mad Ants em 27 de outubro. Ele permaneceu no Mad Ants sendo convocado para três jogos nos Pacers em dezembro. Ele permaneceu nos Pacers durante todo o mês de janeiro jogando poucos minutos em sete jogos.
Johnson permaneceu na G-League até o final da temporada e terminou a temporada com médias de 18,8 pontos, 13,5 rebotes, 3,3 assistências e 1,4 bloqueios.
No último jogo da temporada dos Pacers, em 10 de abril de 2019, Johnson jogou em 25 minutos e registrou 7 pontos e 11 rebotes em uma vitória de 135-134 sobre o Atlanta Hawks.
Na pré-temporada da NBA em 2019-20, Johnson registrou 17 pontos e 8 rebotes em uma derrota por 130-106 sobre o Sacramento Kings.

### Toronto Raptors (2020)
Em 27 de novembro de 2020, Johnson assinou um acordo de 10 dias com o Toronto Raptors. O acordo foi confirmada pelos Raptors em 1º de dezembro de 2020. Em 19 de dezembro, ele foi dispensado pela equipe.

### Raptors 905 (2021)
Em 27 de janeiro de 2021, Johnson foi listado como um dos muitos jogadores no elenco do Raptors 905.

### Brooklyn Nets (2021–Presente)
Em 22 de março de 2021, Johnson assinou um contrato de 10 dias com o Brooklyn Nets.

## Vida pessoal
Johnson se formou em comunicação pela Universidade Estadual de Missouri em 2018.  Ele é muito ativo no cenário da caridade e do ativismo. Ele se concentra principalmente em sua cidade natal, Williamsport, Pensilvânia, mas também tem participado da área de Indianápolis, participando de vários eventos comunitários com os Pacers e Mad Ants.
No final de 2018, Johnson lançou a Alize Johnson Foundation, a primeira grande angariação de fundos da fundação distribuindo refeições no Dia de Ação de Graças para mais de 100 famílias necessitadas em Williamsport.
Em novembro de 2018, Johnson doou tênis de basquete para três equipes de basquete do colégio Lycoming County, mais de 40 jogadores das escolas de Williamsport, Loyalsock e St. John Neumann receberam pares.  
No início de 2019, Johnson anunciou que doou US $ 145.000 para abrir uma quadra de basquete no parque.
Em julho de 2019, ele realizou seu primeiro acampamento anual de basquete em Springfield. Em 19 de julho de 2019, ele realizou seu primeiro acampamento de basquete em sua antiga escola. Quarenta e cinco crianças participaram e receberam equipamentos dos Pacers assinados, todos os lucros foram revertidos para a fundação de Johnson.

## Estatísticas da carreira

### NBA

#### Temporada regular
| Ano      | Time     | PJ | MPJ | AP   | 3P   | LL   | RT  | AS  | BR  | TO  | PPJ |
| -------- | -------- | -- | --- | ---- | ---- | ---- | --- | --- | --- | --- | --- |
| 2018-19  | Indiana  | 14 | 4.6 | .250 | .500 | .500 | 1.4 | 0.1 | 0.1 | 0.2 | 0.9 |
| 2019-20  | Indiana  | 13 | 4.2 | .467 | .000 | .667 | 1.4 | 0.2 | 0.0 | 0.0 | 1.4 |
| Carreira | Carreira | 27 | 4.4 | .358 | .250 | .583 | 1.4 | 0.1 | 0.0 | 0.1 | 1.1 |

### Universidade
| Ano      | Time     | PJ | MPJ  | AP   | 3P   | LL   | RT   | AS  | BR  | TO  | PPJ  |
| -------- | -------- | -- | ---- | ---- | ---- | ---- | ---- | --- | --- | --- | ---- |
| 2016–17  | Missouri | 33 | 30.2 | .488 | .388 | .667 | 10.6 | 1.9 | .6  | .1  | 14.8 |
| 2017–18  | Missouri | 33 | 31.2 | .430 | .281 | .759 | 11.6 | 2.8 | .5  | .4  | 15.0 |
| Carreira | Carreira | 66 | 30.7 | .458 | .334 | .713 | 11.1 | 2.3 | 0.5 | 0.2 | 14.9 |

Fonte: